# Сузана Йованович
Сузана Йованович (на сръбски: Сузана Јовановић или Suzana Jovanović) е популярна сръбска попфолк певица. Кариерата ѝ започва през 1993 г., когато издава първия си албум Nekad si mi bio nada.
Въпреки това първите си хитове като „Plakala bih i bez suza“, „Dzabe care“, „Didarla“ и „Sokole“ са издадени в края на 90-те и началото на новото хилядолетие. Тя записва няколко успешни дуета с изпълнители като Яшар Ахмедовски, както и като беквокалистка, заедно с Наташа Джорджевич, за друга известна сръбска певица Стоя.
Тя е омъжена за собственика на Гранд Продъкшън Саша Попович.

## Дискография

### Студийни албуми
- Nekad si mi bio nada (1993)
- Poslaću ti ljubav (1994)
- Rođeni u pravo vreme (1995)
- Ko me jednom prevari (1996)
- Plakala bih i bez suza (1997)
- Didarla (1998)
- Prsten sudbine (1999)
- Blago za robiju (2001)
- Ne izlazi sunce zbog tebe (2002)
- Ludilo (2010)